# Florian Krammer

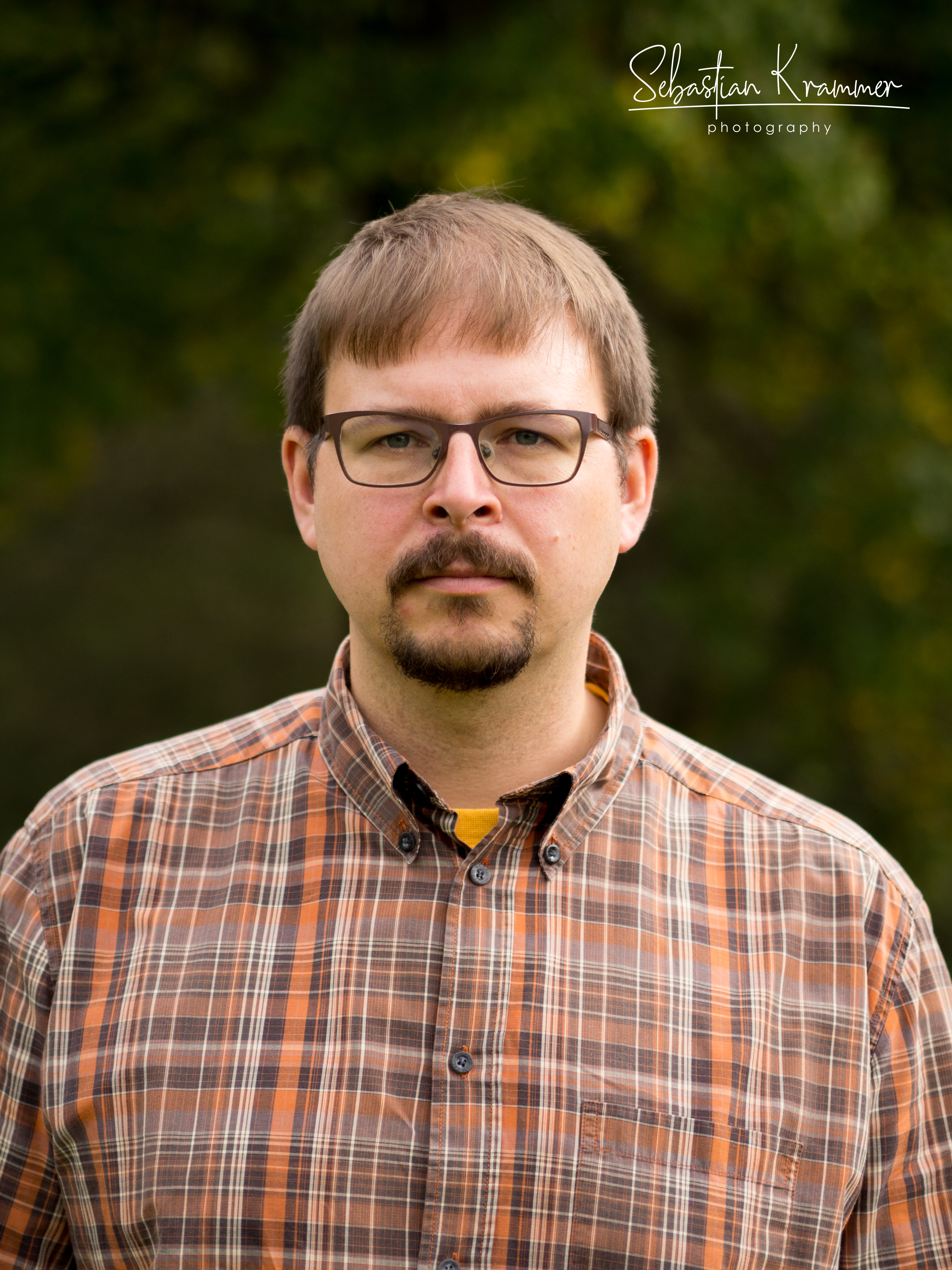
Florian Krammer (2017)

Florian Krammer (* 17. Dezember 1982 in Voitsberg, aufgewachsen in Pack) ist ein österreichischer Professor für Impfstoffkunde an der Icahn School of Medicine at Mount Sinai, New York City (ab 1. März 2024) (80 %) und 20-%-Teilzeit an der MedUni Wien.

## Werdegang
Nach der Matura am BRG Köflach studierte Krammer Biotechnologie an der Universität für Bodenkultur Wien bei Reingard Grabherr. Während Ferialpraktika bei Baxter International kam er mit der Influenza-Forschung in Kontakt. In seiner Dissertation beschäftigte sich Krammer mit Glykoproteinen und Influenzaviren.
Seit 2010 forscht Krammer bei Peter Palese am Institut für Mikrobiologie der Icahn School of Medicine an universellen Grippeimpfstoffen und an Impfstoffen gegen Lassa-, Hanta- und Ebolaviren. Er ist Redaktionsmitglied der Zeitschriften Journal of Virology, PLOS ONE und Heliyon. Im COVID-19-Fachrat der österreichischen Tageszeitung Der Standard ist Krammer Mitglied. Aufgabe des Fachrats ist die mediale Wissenschaftskommunikation rund um die COVID-19-Pandemie. Im September 2019 erhielt Florian Krammer gemeinsam mit anderen Forscherinnen und Forschern 2 Millionen Dollar von der Bill & Melinda Gates Foundation zur Entwicklung eines Grippeimpfstoffs, der auf breiter Basis gegen viele Virusstämme schützen soll. Mit 1. März 2024 übernahm er die Professur für Infektionsmedizin an der Medizinischen Universität Wien.
Krammer ist verheiratet und lebt in New York.

## Schriften (Auszug)
- A correlate of protection for SARS-CoV-2 vaccines is urgently needed in: Nature medicine 27 (7), 1147-1148 (2021).
- SARS-CoV-2 vaccines in development in: Nature 586, 516–527 (2020).
- Advances in the development of influenza virus vaccines mit Palese, P. in: Nat Rev Drug Discov 14, 167–182 (2015).

## Auszeichnungen
- 2023: Ehrendoktorat der Universität für Bodenkultur Wien[7]